# Федоров Федір Федорович
Федір Федорович Федоров (нар. 23 січня 1920  — пом. 25 березня 2004) — радянський військовий льотчик, Герой Радянського Союзу (1943), у роки німецько-радянської війни заступник командира ескадрильї 629-го винищувального авіаційного полку 102-ї винищувальної авіаційної дивізії Військ протиповітряної оборони (ППО).

## Біографія
Народився 23 січня 1920 року в селищі міського типу Лозова, нині місто Харківської області України, в сім'ї робітника. Закінчив 7 класів і робітфак.
У Червоній Армії з 1937 року. У 1940 році з відзнакою закінчив Сталінградське військове авіаційне училище льотчиків, і тому був залишений у ньому льотчиком-інструктором. 
На фронті німецько-радянської війни з червня 1942 року. Свій бойовий досвід молодий льотчик почав здобувати на Сталінградському фронті. Небо над волзькими степами він знав ще з навчальних польотів, коли був курсантом. 
У розпал Сталінградської битви йому довірили ланку винищувачів, і він впевнено водив її в бій. Лейтенант Ф. Ф. Федоров завдавав по фашистах штурмові удари, розвідував тили противника, брав участь у повітряних боях. За виявлену військову доблесть у бою на Волзі він був відзначений вищого ордена СРСР – ордена Леніна.
Літаючи на застарілому «І-16», який за багатьма показниками поступався крилатим машинам противника, він збив понад десять гітлерівських літаків.
Здобутки молодого льотчика звернули на себе увагу командування частини. У жовтні 1942 року Федоров призначається заступником командира ескадрильї 629-го винищувального авіаполку 102-ї винищувальної авіаційної дивізії ППО.
Старший лейтенант Федір Федоров до січня 1943 зробив сто сімдесят успішних бойових вильотів. У тридцяти дев'яти повітряних боях збив особисто дев'ять і в групі чотири літаки противника.
Указом Президії Верховної Ради СРСР від 8 лютого 1943 за зразкове виконання бойових завдань командування на фронті боротьби з німецько-фашистським загарбниками і проявлені при цьому мужність і героїзм старшому лейтенанту Федорову Федору Федоровичу надано звання Героя Радянського Союзу з врученням ордена Леніна і медалі «Золота Зірка».
З 1947 року майор Федоров Ф.Ф. у запасі, а потім у відставці.
У 1958 році він закінчив Мінський лісотехнічний інститут. Жив у столиці Білорусі – Мінську. До виходу на пенсію працював директором одного з мінських заводів. Помер 25 березня 2004 року. Похований у Мінську на Східному («Московському») кладовищі.